# Babuhiv, Rohatîn
Babuhiv (în ucraineană Бабухів) este o comună în raionul Rohatîn, regiunea Ivano-Frankivsk, Ucraina, formată numai din satul de reședință.

## Demografie
Componența lingvistică a comunei Babuhiv
     Ucraineană (99,48%)
     Alte limbi (0,44%)
Conform recensământului din 2001, majoritatea populației comunei Babuhiv era vorbitoare de ucraineană (99,48%), existând în minoritate și vorbitori de alte limbi.